# Holger Albrechtsen
Holger Albrechtsen (ur. 27 czerwca 1906, zm. 14 sierpnia 1992) – norweski lekkoatleta, płotkarz, medalista mistrzostw Europy z 1934.
Zdobył brązowy medal w biegu na 110 metrów przez płotki na mistrzostwach Europy w 1934 w Turynie. Pokonali go jedynie József Kovács z Węgier i Erwin Wegner z Niemiec. Albrechtsen zajął również 4. miejsce w finale biegu na 400 metrów przez płotki na tych mistrzostwach.
Był mistrzem Norwegii w biegu na 110 metrów przez płotki w 1934, 1936 i 1938, wicemistrzem w 1928, 1939, 1932 i 1933 oraz brązowym medalistą w 1935. W biegu na 400 metrów przez płotki był mistrzem Norwegii w 1934 i 1935, wicemistrzem w 1928, 1930 i 1931 oraz brązowym medalistą w 1933 i 1936.
Trzykrotnie ustanawiał rekord Finlandii w biegu na 110 metrów przez płotki do wyniku 14,7 s (2 lipca 1933 w Oslo), a dwukrotnie w biegu na 400 metrów przez płotki do wyniku 54,0 s (5 sierpnia 1934 w Oslo). Oba te rekordy przetrwały ponad 20 lat.